# Alpesi gőte
Az alpesi gőte (Ichtyosaura alpestris korábban Triturus alpestris) a kétéltűek (Amphibia) osztályába, a farkos kétéltűek (Caudata) rendjébe, ezen belül a szalamandrafélék (Salamandridae) családjába tartozó faj.
Magyarországon a legmagasabb természetvédelmi értékkel védett faj a kétéltűek közül.
2023-ban megválasztották az év kétéltűjének.

## Előfordulása
A környező európai országok magashegységeiben gyakori faj. Magyarországon csak a magasabb hegységeinkben fordul elő. Megtalálható a Mátrában, a Bükk-vidék területén, a Bakonyban és a Zempléni-hegységben. Szinte minden kicsi mélyedésben, patakban előfordul.

## Megjelenése
A hím 8 centiméteres, a nőstény 10 centiméteres. A hím kékes alapszínű, sötétbarnás zöldes mintázattal, tarajjal, nászidőszakban színei felerősödnek. A taraj ép szélű, sötét és világos foltokkal tarkított, oldala kékes, fehér foltokkal tarkított, a hát irányában sötétebb, a has irányában világosabb színű. A hasa narancsvörös, melyen nem találunk sötét foltokat, s ezzel megkülönböztethető a tarajos gőtétől. A nőstény barna, világosabb narancsos hassal.
|  |  |  |

## Életmódja
Mindenféle gerinctelenekkel táplálkozik (rovarok, giliszták, apró csigák).

## Szaporodása
A párzás és a peték lerakása a hideg lápforrásokban, patakokban történik nyár elején. Júliusban kimásznak a szárazföldre és mohapárnák, korhadt fák alatt keresgélnek táplálékot.

## Elnevezése
Az alpesi gőtét tudományosan először Joseph Nikolaus Laurenti osztrák orvos és természetkutató írta le az Ötscher vidékén talált példányok alapján. A nőstényt, a hímet és a lárvát három külön fajnak vélte, és külön latin neveket adott nekik: Triton alpestris, Triton salamandroides, Proteus tritonius. Később az alpesi gőtét is a többi európai gőtével együtt a Triturus nembe sorolták be. Mivel azonban a genetikai vizsgálatok során kiderült, hogy ebben a nemben eltérő leszármazási vonalú fajok vannak (tehát nem képezett filogenetikai egységet), García-París and kollégái 2004-ben a Triturus nemet több külön nemre osztották, és az alpesi gőte számára létrehozták a monotipikus Mesotriton nemet , amelyet egyébként a gőték egy nemének neveként Bolkay István már 1927-ban használt . Azonban az Ichthyosaura nevet (amely görögül „halgyíkot” jelent) már 1801-ben javasolta  Charles Nicolaus Sonnini és Pierre André Latreille (akik azt a barlangi vakgőte egyik formájának vélték) és a Laurenti által Proteus tritonius néven leírt lárvával azonosították. Ezért az Ichtyosaura névnek (amely egyébként a gőték külön neme számára javasolt első név, de „elfelejtett névként” háttérbe szorult a Triturus mellett) elsőbbsége van a Mesotritonnal szemben.